# Croissy-Beaubourg
Croissy-Beaubourg – miejscowość i gmina we Francji, w regionie Île-de-France, w departamencie Sekwana i Marna.
Według danych na rok 1990 gminę zamieszkiwało 2396 osób, a gęstość zaludnienia wynosiła 206 osób/km² (wśród 1287 gmin regionu Île-de-France Croissy-Beaubourg plasuje się na 445. miejscu pod względem liczby ludności, natomiast pod względem powierzchni na miejscu 296.).